# Arrolobos
Arrolobos es una pedanía del municipio español de Caminomorisco, perteneciente a la mancomunidad de Las Hurdes, provincia de Cáceres (comunidad autónoma de Extremadura).

## Situación
Esta pequeña alquería[cita requerida] está ubicada al norte de la provincia, muy cerca del límite con Castilla y León, cerca de Vegas de Coria, junto al río Hurdano y muy cercana a la zona conocida como “la Junta los ríos”, lugar donde desemboca el río Hurdano en el Río Alagón.
Pertenece a la mancomunidad de Las Hurdes y al Partido Judicial de Plasencia.

### Comunicaciones
Acceso por la carretera local que parte de la autonómica EX-204, de Salamanca a Coria a la altura de Vegas de Coria.

## Historia
Arrolobos siempre ha sido considerado un pueblo de pescadores que realizaban sus faenas en los ríos de la Mancomunidad y después iban por las alquerías vendiendo la pesca.

## Lugares de interés
Destacar una visita a sus calles y callejuelas observando toda su arquitectura, el puente sobre el Río Hurdano con su bella chopera y la zona de Las Eras, que eran utilizadas antiguamente para trillar siendo de uso común.
También se pueden ver artesanos del mimbre, bálago y madera, que elaboran los productos para consumo personal.

## Demografía
En el año 1981 contaba con 157 habitantes, concentrados en el núcleo principal, pasando a 127 en 2009.

## Fiestas
La fiesta más importante es San Isidro Labrador y se celebra el 15 de mayo.